# Gammarus decorosus
Gammarus decorosus is een vlokreeftensoort uit de familie van de Gammaridae. De wetenschappelijke naam van de soort is voor het eerst geldig gepubliceerd in 2003 door Meng, Hou & Li.